# Ucieczka z kina "Wolnosc"
Ucieczka z kina "Wolnosc"  (trad. Fuga dal cinema Libertà) è un film polacco del 1990 diretto da Wojciech Marczewski.

## Riconoscimenti
La pellicola si aggiudicò il primo premio al Festival di Avoriaz del 1992.